# 1,10-Phénanthroline
La 1,10-phénanthroline ou orthophénanthroline est un composé organique de formule brute C12H8N2, formé de trois cycles aromatiques adoptant la disposition du phénanthrène. Les deux cycles opposés contiennent chacun un atome d'azote se faisant face. Elle fait partie des ligands bidentates. À ce titre, elle est susceptible de former des complexes, avec le fer par exemple. Seul le fer ferreux — Fe(II) ou Fe2+ — forme un complexe stable avec l'orthophénanthroline de couleur rouge orangé. On nomme ce complexe ferroïne et il se prête bien à l'analyse colorimétrique ou photométrique à une longueur d'onde de 510 nm (vert). L'orthophénanthroline est souvent abrégée o-phen et a les mêmes propriétés chélatantes que les bipyridines. La forme monohydratée possède un point de fusion de 117 °C.

## Sécurité
L'o-phénanthroline est modérément neurotoxique, fortement toxique pour les reins et un diurétique puissant.